# 王金玲
王金玲（1948年6月—），女，天津宝坻人，中共第十一届中央候补委员，曾任北京市革委会副主任、北京经济技术开发区党工委副书记、北京经济技术开发区管委会副主任、北京纺织工业总公司党委副书记，毕业于北京经济学院。

## 生平
1973年4月，加入中国共产党。1969年3月至1973年11月，任北京第二纺织厂绒线车间团总支书记、党总支部副书记。1973年11月，任北京纺织局团委副书记。1976年1月，任北京毛巾厂党委副书记、北京市革委会副主任。1977年5月，任北京针织工业公司党委副书记。1985年7月，毕业于北京经济学院。
1985年7月至1986年8月，任北京针织工业公司党委副书记。1986年8月，任北京纺织工业总公司党委副书记。1994年3月至7月任北京经济技术开发区管委会副主任。1994年7月至9月，任北京经济技术开发区工委副书记、管委会副主任。1994年9月，任北京经济技术开发区工委副书记、管委会副主任、纪工委书记。1996年9月，任北京经济技术开发区工委副书记、管委会副主任。1999年2月，任北京经济技术开发区党工委副书记、管委会副主任、工会主席。2000年4月起，任北京经济技术开发区工委副书记、管委会副主任、工会主席兼北京经济技术开发区亦庄科技园管委会主任，中关村科技园区管委会副主任。此外担任中共第十一届中央候补委员。